# Pyrausta fulvilinealis
Pyrausta fulvilinealis là một loài bướm đêm trong họ Crambidae.